# アレハンドロ・エルナンデス・エルナンデス
アレハンドロ・ホセ・エルナンデス・エルナンデス（Alejandro José Hernández Hernández、スペイン語発音: [aleˈxandɾo xoˈse eɾˈnandeθ eɾˈnandeθ] ; 1982年11月10日 - ）は、スペイン・アレシフェ出身のプロサッカー審判員。
2004年からセグンダ・ディビシオンBで審判員としてデビュー、2007年にセグンダ・ディビシオン、2012年にラ・リーガ担当となった。
2014年からは国際サッカー連盟 (FIFA) 登録の国際審判員を務めている。